# Séisme de 1790 à Oran
Le séisme de 1790 à Oran s'est produit le 10 octobre, frappant près de la ville côtière d'Oran en Algérie. Ce tremblement de terre a atteint une intensité sismique maximale estimée entre VIII et X sur l'échelle macrosismique européenne (EMS-98). Environ 3 000 personnes ont perdu la vie lors du séisme et du tsunami qui l'a accompagné. La magnitude de ce tremblement de terre fait l'objet de débats parmi les experts en paléosismologie, avec des estimations variant de 7,5 à aussi peu que 5,5.

## Impact
À partir du 8 octobre, la ville d'Oran fut secouée par une série de violents séismes ressentis jusqu'en Espagne et à Malte. Les tremblements de terre furent perçus par les habitants de Grenade, Carthagène, Málaga et Santa Fe. À Oran, les secousses violentes se poursuivirent jusqu'au 25 octobre. La ville subit d'importants dégâts, une grande partie de la vieille ville étant détruite. Des rapports signalèrent également des dommages à Carthage, en Tunisie, ainsi qu'en Espagne, de l'autre côté de la mer Méditerranée.
Le matin du 10 octobre, à 01 h 15 heure locale, la secousse la plus violente rasa de nombreuses habitations à Oran, ensevelissant 1 000 personnes. Plusieurs répliques survinrent par la suite, causant encore plus de destructions et de pertes humaines. Des glissements de terrain furent déclenchés, déversant des débris dans la ville. Cependant, les constructions modernes ainsi qu'une forteresse de la ville restèrent intactes, et aucun dégât ne fut signalé en dehors d'Oran.
Selon la Gazeta de Madrid, plus de 250 soldats figuraient parmi les 3 000 morts, bien que certaines sources estiment que jusqu'à 600 personnes ont péri. Une alcazaba fut gravement endommagée, entraînant la mort d'un commandant général et de sa fille. Plusieurs hauts responsables militaires furent tués par l'effondrement des structures. Au moins 86 prisonniers et 23 fonctionnaires pénitentiaires périrent lors de l’effondrement d’une prison. La moitié des détenus parvinrent à s’échapper.
Comme les rues de la ville étaient étroites, de nombreux survivants se regroupèrent dans un espace ouvert immédiatement après le séisme. Des pillages de biens personnels eurent lieu dans la ville en ruines. En réponse, les autorités coloniales annoncèrent la peine capitale pour toute personne prise en flagrant délit. Une semaine plus tard, une aide fut apportée aux survivants, comprenant des tentes, de la nourriture et une assistance médicale. Le gouverneur d’Oran fut chargé par le roi Charles IV de rédiger un rapport sur le tremblement de terre quelques jours après la catastrophe. Les dégâts à Oran et dans la ville voisine de Mers el-Kébir étaient si importants que l'Empire espagnol finit par abandonner ces villes en 1792, les réparations étant jugées irréalisables. De nombreux Espagnols résidant en Algérie se réinstallèrent à Ceuta.

## Tsunami
Un tsunami notable a été déclenché par le séisme et a été observé par de nombreuses personnes sur la côte. Des marins à bord de navires ont été projetés par-dessus bord lorsque les vagues puissantes ont frappé. De nombreux habitants ont fui la côte à l'approche du tsunami. Les vagues ont inondé les côtes de l'Afrique du Nord, mais aucune perturbation de la mer n'a été signalée au Maroc. Des bateaux ont été emportés des ports et ont dérivé au loin. De petites vagues ont également frappé la péninsule Ibérique à Almería et à Carthagène, où, dans ce dernier endroit, le niveau de la mer a augmenté jusqu'à 6 pieds.

## Tectonique
L'Algérie se situe à proximité d'une limite de plaque convergente complexe et mal définie, séparant la plaque africaine de la plaque eurasienne. La convergence de ces plaques crée une zone de compression dans le nord de l'Algérie, qui est principalement accommodée par des failles inverses à terre et à l'intérieur des terres. Le chevauchement des strates sous l'effet de la compression a donné naissance aux montagnes de l'Atlas en Algérie et au Maroc. Cette situation tectonique rend également l'Algérie vulnérable à des séismes majeurs et meurtriers d'une magnitude supérieure à 6,0. Les failles inverses sous-marines constituent également une menace de tsunami pour la côte algérienne lors de grands séismes.

## Séisme
Des études antérieures sur les séismes en Algérie et sur cet événement particulier ont attribué une intensité sismique maximale de IX–X sur les échelles MSK-64, EMS-98 et Mercalli. En se basant sur l'interprétation des descriptions historiques de l'événement, Oran a été classée IX–X, tandis que des intensités de IV–V ont été ressenties à Almeria et Carthagène (IV). À Mers El-Kébir, l'intensité ressentie était de IV–V selon les revues de la littérature. Une réévaluation de la littérature plus récente décrivant le séisme suggère que l'intensité n'était que de VIII. Les graves dommages observés étaient dus à de mauvaises pratiques de construction. Il est peu probable que l'intensité ait atteint le niveau IX, car à Mers El-Kébir, situé à seulement 8 km d'Oran, aucun dégât n'a été signalé, ce qui suggère une intensité plus faible que précédemment estimée. Dans un article de 2019, les auteurs ont attribué aux zones côtières d'Oran, où les dommages les plus importants ont été signalés, une intensité de IX–X. Cette évaluation a été déduite de documents espagnols originaux décrivant les effets du séisme.
La forte intensité des secousses et la génération du tsunami sont dues à la faible profondeur du foyer sismique et à l'emplacement offshore de l'épicentre. Selon Pedro María Legallois Grimarest, un officier militaire, les secousses ont commencé par un mouvement vertical du sol, suivi de vibrations dans la direction sud-ouest–nord-est. Cela suggérerait que la rupture sismique a consisté en deux sous-événements sur une faille inverse. La côte nord-ouest d’Oran abrite une faille inverse sous-marine qui pourrait être à l'origine du séisme et du tsunami. La faille source pourrait s’étendre de la mer jusqu’à la terre ferme. En tenant compte des dommages et du tsunami, une magnitude sismique de 6,0 à 6,5 a été proposée pour cet événement.

## Autres événements
Le 6 juin 2008, un séisme de magnitude 5,5 a frappé au large des côtes d'Oran avec une intensité maximale ressentie de VII sur l'échelle EMS-98 ou VI sur l'échelle de Mercalli,. Le séisme a causé la mort d'une personne et fait des dizaines de blessés. La solution du tenseur des moments a indiqué un mécanisme de faille inverse à faible profondeur, avec un épicentre en mer. Les failles situées au large sont activées par une compression nord-ouest–sud-est résultant de la convergence Afrique-Eurasie en Méditerranée.